# Bréau
Bréau és un municipi francès, situat al departament del Sena i Marne i a la regió d'Illa de França. L'any 2007 tenia 352 habitants.
Forma part del cantó de Nangis, del districte de Provins i de la Comunitat de comunes de la Brie Nangissienne.

## Demografia

### Població
El 2007 la població de fet de Bréau era de 352 persones. Hi havia 119 famílies, de les quals 24 eren unipersonals (4 homes vivint sols i 20 dones vivint soles), 20 parelles sense fills, 67 parelles amb fills i 8 famílies monoparentals amb fills.
La població ha evolucionat segons el següent gràfic:
Habitants censats

### Habitatges
El 2007 hi havia 136 habitatges, 125 eren l'habitatge principal de la família, 6 eren segones residències i 6 estaven desocupats. 133 eren cases i 2 eren apartaments. Dels 125 habitatges principals, 117 estaven ocupats pels seus propietaris, 4 estaven llogats i ocupats pels llogaters i 4 estaven cedits a títol gratuït; 4 tenien dues cambres, 12 en tenien tres, 29 en tenien quatre i 80 en tenien cinc o més. 110 habitatges disposaven pel capbaix d'una plaça de pàrquing. A 38 habitatges hi havia un automòbil i a 81 n'hi havia dos o més.

### Piràmide de població
La piràmide de població per edats i sexe el 2009 era:
| Homes | Edats   | Dones |
| ----- | ------- | ----- |
| 0     | 95 o +  | 4     |
| 0     | 90 a 94 | 0     |
| 4     | 85 a 89 | 0     |
| 0     | 80 a 84 | 0     |
| 0     | 75 a 79 | 8     |
| 4     | 70 a 74 | 8     |
| 4     | 65 a 69 | 4     |
| 4     | 60 a 64 | 0     |
| 8     | 55 a 59 | 12    |
| 20    | 50 a 54 | 8     |
| 12    | 45 a 49 | 8     |
| 20    | 40 a 44 | 12    |
| 24    | 35 a 39 | 16    |
| 8     | 30 a 34 | 16    |
| 12    | 25 a 29 | 4     |
| 8     | 20 a 24 | 0     |
| 4     | 15 a 19 | 16    |
| 16    | 10 a 14 | 16    |
| 20    | 5 a 9   | 16    |
| 8     | 0 a 4   | 8     |

## Economia
El 2007 la població en edat de treballar era de 242 persones, 175 eren actives i 67 eren inactives. De les 175 persones actives 165 estaven ocupades (87 homes i 78 dones) i 11 estaven aturades (6 homes i 5 dones). De les 67 persones inactives 24 estaven jubilades, 27 estaven estudiant i 16 estaven classificades com a «altres inactius».

### Ingressos
El 2009 a Bréau hi havia 127 unitats fiscals que integraven 368 persones, la mediana anual d'ingressos fiscals per persona era de 22.315 €.

### Activitats econòmiques
Dels 11 establiments que hi havia el 2007, 3 eren d'empreses de construcció, 2 d'empreses de comerç i reparació d'automòbils, 2 d'empreses d'hostatgeria i restauració, 3 d'empreses de serveis i 1 d'una empresa classificada com a «altres activitats de serveis».
Dels 4 establiments de servei als particulars que hi havia el 2009, 1 era un taller de reparació d'automòbils i de material agrícola, 1 fusteria, 1 empresa de construcció i 1 restaurant.

## Poblacions més properes
El següent diagrama mostra les poblacions més properes.